# Walter Schallock
Walter Schallock (* 8. Mai 1903 in Stettin; † 2. September 1974 in Heide) war ein deutscher SS-Untersturmführer und Kommandoführer beim Sonderkommando 1005.

## Leben
Schallock war kaufmännischer Angestellter. Von 1921 bis 1925 war er Soldat der Reichswehr. Am 1. Oktober 1930 trat er in die NSDAP ein (Mitgliedsnummer 315.477). Im Jahre 1931 wurde er Mitglied der SS (SS-Nummer 5.738). Von Februar bis Mai 1933 war er Hilfspolizist beim Polizeipräsidenten in Stettin. Im Oktober 1933 wurde er Kriminalangestellter bei der Staatspolizeistelle Stettin. Im September 1939 war er Beamter der Sicherheitspolizei in Kattowitz und im Sommer 1940 in Rzeszów. Von August 1941 bis Mai 1944 war er in der Abteilung IV (Widerstand) beim KdS Lemberg tätig. Seit Juni 1943 wurde er im Sonderkommando 1005 eingesetzt. Im Herbst 1944 wurde er zur Sicherheitspolizei Aarhus versetzt.
Von August 1945 an befand er sich bis 1949 in dänischer Kriegsgefangenschaft. Anschließend arbeitete er als Angestellter in Heide. Im April 1961 wurde er in Untersuchungshaft genommen, aber das Strafverfahren wurde wegen Verhandlungsunfähigkeit eingestellt.

## Film
NS-Geheimkommando 1005 – Wie die Nazis ihre Gräuel vertuschten. ARTE, Sendung vom 3. Mai 2022